# Google Classroom
Google Classroom este un serviciu web gratuit, dezvoltat de Google pentru școli, care își propune să simplifice crearea, distribuirea și clasificarea sarcinilor într-un mod care să nu implice hârtia. Scopul principal al clasei Google este de a eficientiza procesul de partajare a fișierelor între profesori și elevi.
Google Classroom combină Discul Google pentru crearea și distribuirea temelor, documentele, foile de calcul și prezentările Google pentru scriere, Gmail pentru comunicare și Google Calendar pentru programe. Elevii pot fi invitați să se înscrie la o clasă printr-un cod privat, sau importați automat dintr-un domeniu școlar. Fiecare clasă creează automat un folder separat în Discul utilizatorului respectiv, unde elevul poate trimite lucrări pentru a fi notat de un profesor. Aplicațiile mobile, disponibile pentru dispozitivele iOS și Android, permit utilizatorilor să facă fotografii și să le atașeze la teme, să partajeze fișiere din alte aplicații și să acceseze informații offline. Profesorii pot monitoriza progresul pentru fiecare elev, iar după ce îi notează pe elevi, profesorii pot lăsa comentarii private pe baza temei. 

## Istoric
Google Classroom a fost anunțat pe 6 mai 2014, cu o previzualizare disponibilă pentru unii membri ai programului G Suite pentru educație de la Google. A fost lansat public pe 12 august 2014. În 2015 Google a anunțat existența unui API pentru Classroom și un buton de partajare pentru site-uri web, permițând administratorilor școlilor și dezvoltatorilor să continue integrarea cu Google Classroom. Tot în 2015, Google a integrat Google Calendar în Classroom pentru termenele limită ale temelor, excursii și altele. În 2017, Google a deschis Classroom pentru a permite oricărui utilizator cu un cont personal Google să se înscrie la cursuri, fără a avea nevoie de un cont G Suite pentru educație iar în aprilie același an, a devenit posibil ca orice utilizator cu un cont personal Google să creeze o clasă.
În 2018, Google a anunțat o actualizare pentru Classroom, adăugând o secțiune pentru lucrul în clasă, îmbunătățind interfața de notare, permițând reutilizarea lucrului din clasă de către alte clase și adăugând funcții pentru ca profesori să organizeze conținutul pe subiecte.
În 2019, Google a introdus 78 de teme ilustrate noi și opțiunea de a trage și plasa subiecte și sarcini în secțiunea de lucru în clasă.

## Caracteristici
Google Classroom este conectat cu Disc Google, Documente, Foi de calcul și Prezentări Google și Gmail pentru a ajuta instituțiile de învățământ să treacă pe un sistem fără hârtie. Google Calendar a fost ulterior integrat pentru a ajuta la termenele de predare ale temelor, excursii și altele. Elevii pot fi invitați în sălile de clasă prin baza de date a instituției, printr-un cod privat care poate fi adăugat apoi în interfața de utilizator a elevului sau importat automat dintr-un domeniu școlar. Fiecare clasă creată cu Google Classroom creează un folder separat în discul Google al utilizatorului respectiv, unde elevul poate trimite lucrări pentru a fi notat de un profesor.

## Funcționalități Cheie
- Crearea și Distribuirea Temelor: Google Classroom permite profesorilor să creeze teme care pot fi distribuite elevilor. Aceste teme pot fi personalizate cu fișiere din Google Drive și pot include șabloane pe care elevii le pot edita. Odată ce temele sunt completate, elevii le pot trimite pentru evaluare direct prin platformă.
- Notare și Feedback: Profesorii pot evalua lucrările și oferi feedback direct în Google Classroom. Sistemul permite adăugarea de comentarii și evaluări, iar lucrările pot fi revizuite și retrimise de către elevi dacă este necesar.
- Comunicare și Colaborare: Comunicarea între profesori și elevi se face prin intermediul fluxului de anunțuri. Elevii pot posta întrebări și comentarii, iar profesorii pot răspunde și oferi suport. Aplicațiile mobile permit accesul la teme și resurse de oriunde, facilitând învățarea la distanță.
- Integrarea cu Google Calendar: Google Classroom utilizează Google Calendar pentru a gestiona termenele limită și programările importante. Profesorii pot adăuga evenimente și termene limită care sunt vizibile pentru toți participanții la curs.

### Teme și lucru în clasă
Temele sunt stocate și notate pe suita de aplicații de productivitate Google care permite colaborarea dintre profesor și elev sau între mai mulți elevi. În loc ca documentele care se află pe discul Google al elevului să fie partajate cu profesorul, fișierele sunt găzduite pe discul elevului și apoi sunt trimise pentru notare. Atunci când profesorul atribuie o temă, acesta poate alege să trimită tema ca un șablon pe care fiecare elev să îl poată modifica individual și apoi să-l trimită înapoi profesorului. Astfel, fiecare elev își editează propria copie și apoi poate fi notat, în loc ca profesorul să permită tuturor elevilor să vizualizeze, să copieze sau să editeze același document. Elevii pot alege, de asemenea, să atașeze documente suplimentare din discul lor la temă. 

### Notare
Google Classroom acceptă multe sisteme de notare diferite. Profesorii au opțiunea de a atașa fișiere la o temă pe care elevii le pot vedea, edita sau obține o copie individuală. Elevii pot crea fișiere și apoi le pot atașa la temă dacă o copie a unui fișier nu a fost creată de către profesor. Profesorii au opțiunea de a monitoriza progresul fiecărui elev în cadrul temei unde pot face comentarii și pot edita. Temele predate pot fi evaluate de către profesor și trimise înapoi cu comentarii pentru a permite elevului să revizuiască tema și să o retrimită. Odată notate, temele pot fi editate numai de către profesor, cu excepția cazului în care profesorul retrimite tema înapoi manual. 

### Comunicare
Anunțurile pot fi postate de către profesori în fluxul clasei, care pot fi comentate de elevi, permițând comunicarea în două sensuri între profesor și elevi.  Studenții pot posta, de asemenea, în fluxul clasei, dar nu vor avea o prioritate la fel de mare ca postarea unui profesor și pot fi moderați. Mai multe tipuri de media din produse Google, cum ar fi videoclipuri YouTube și fișierele Disc Google pot fi atașate la anunțuri și postări pentru a partaja conținut. Gmail oferă, de asemenea, opțiuni de e-mail pentru profesorii pentru a trimite e-mailuri la unul sau mai mulți elevi din interfața Google Classroom. Classroom poate fi accesat pe web sau prin aplicațiile mobile Android și iOS Google Classroom. 

### Cursuri arhivate
Classroom le permite profesorilor să arhiveze cursurile la sfârșitul unui an. Când un curs este arhivat, acesta este eliminat de pe pagina de pornire și plasat în zona Clase arhivate pentru a ajuta profesorii să își organizeze clasele actuale. Când un curs este arhivat, profesorii și studenții îl pot vizualiza, dar nu vor putea să facă modificări până la restaurarea acestuia.

### Aplicații mobile
Aplicațiile mobile Google Classroom, introduse în ianuarie 2015, sunt disponibile pentru dispozitivele iOS și Android. Aplicațiile permit utilizatorilor să facă fotografii și să le atașeze la temele lor, să partajeze fișiere din alte aplicații și să accepte accesul offline.

### Confidențialitate
Spre deosebire de serviciile pentru consumatori Google, Google Classroom, ca parte a G Suite for Education, nu afișează reclame în interfața sa pentru elevi, administratori și profesori, iar datele utilizatorilor nu sunt preluate sau utilizate în scopuri publicitare.

## Primire
eLearningIndustry a testat și a făcut o recenzie a Google Classroom în care au evidențiat multe aspecte pozitive și negative. Printre punctele forte ale acestuia se numără ușurința de utilizare, accesibilitatea de pe toate dispozitivele, utilizarea Discului Google ca o metodă eficientă pentru ca profesorii să partajeze rapid sarcini elevilor, procesul de educație fără hârtie însemnând sfârșitul fișelor și al temelor imprimate, și sistemul rapid de feedback între elevi și profesori. Printre dezavantajele Classroom, recenzia a evidențiat integrarea intensă a serviciului de aplicații și servicii Google, cu asistență limitată sau deloc pentru fișiere sau servicii externe, și lipsa de teste automatizate.

## Critici
Fiind o companie, Google a fost criticat pentru mai multe probleme distincte, inclusiv confidențialitatea. Criticile specifice la Google Classroom se concentrează, în general, pe preocuparea pentru confidențialitatea elevilor și folosirea de către Google a datelor acestora. Critica la adresa Google Classroom este adesea combinată cu critica la adresa Chromebook-urilor și a G Suite.
Alte critici îndreptate către Classroom sunt lipsa unui carnet de note complet, lipsa testelor automate (caracteristici comune în sistemele de gestionare a învățării), și posibilitatea editării temelor odată ce sunt trimise.
Google a răspuns la îngrijorările cu privire la practicile de confidențialitate afirmând că „Google se angajează să construiască produse care ajută la protejarea confidențialității elevilor și profesorilor și care oferă cea mai bună securitate pentru instituția dvs.”